# Demanda do Santo Graal
A Demanda do Santo Graal (em francês La Queste del Saint Graal) é o nome de algumas obras literárias medievais sobre as lendas do rei Artur e os cavaleiros da Távola Redonda escritos originalmente em francês antigo no século XIII. Os livros da Demanda são seções de obras maiores, compostas de vários livros, chamados atualmente Ciclo do Lancelote-Graal (escrito entre 1210 e 1230) e o Ciclo da Post-Vulgata (escrito entre 1230-1240).

## Origem
As demandas do Santo Graal - parte da Matéria da Bretanha - tem sua origem nas Ilhas Britânicas, mas tornaram-se populares em toda a Europa devido a romances em verso escritos a partir do século XII na França e na Inglaterra. Já no século XIII surgem também versões em prosa das lendas. Duas prosificações importantes ocorreram entre 1220 e 1240 na França, denominadas atualmente Lancelote-Graal e Post-Vulgata, logo traduzidas e adaptadas para outras línguas europeias.
A Demanda da Post-Vulgata caracteriza-se por incorporar elementos de outro livro da época, o Tristão em Prosa, incluindo assim personagens como Tristão e Palamedes, ausentes da Demanda da Vulgata. Atualmente o texto da Demanda da Post-Vulgata está preservada parcialmente em francês antigo e em castelhano, mas uma versão completa existe em português.

## Versão portuguesa
Em língua portuguesa medieval se preserva um manuscrito da Demanda do século XV, resultado de uma adaptação do texto francês da Post-Vulgata. A obra é uma das mais importantes da prosa novelística da literatura medieval portuguesa. O texto original em francês da Demanda não foi preservado intacto, e o manuscrito português tem importância excepcional por ser o mais completo entre todas as versões da Post-Vulgata existentes.
Atualmente, o manuscrito sobrevive numa cópia do século XV preservada na Biblioteca Nacional de Viena, catalogado com o número 2594. Indícios históricos e linguísticos no texto indicam que a tradução original foi feita ainda no século XIII, durante o reinado de Afonso III. A versão portuguesa foi utilizada como fonte para a versão em castelhano da Demanda, atualmente preservada numa edição já renascentista, do século XVI.